# 葛野昌宏
葛野 昌宏（くずの まさひろ、1975年7月2日 - ）は、北海道出身の元サッカー選手、サッカー指導者。現役時代のポジションは、ディフェンダー。

## 来歴
小学校よりサッカー部に所属。その後、登別大谷高校に入学、伊藤壇は高校時代の同級生に当る。1993年に井幡博康を擁して全国を狙った全国大会常連校の室蘭大谷高校に予選で勝利して第72回全国高等学校サッカー選手権大会に出場。また、同大会で優秀選手に選出され、大会後のヨーロッパ遠征選抜メンバーに選ばれた。メンバーには川口能活、城彰二、秋葉忠宏、田中誠、奥大介、遠藤彰弘がいた。
高校卒業後、1994年にベルマーレ平塚（現：湘南ベルマーレ）に入団。1997年にフランツ・ファン・バルコム監督率いるアルビレックス新潟に移籍して北信越フットボールリーグ連覇に貢献した。
1999年ジヤトコにプロ契約で移籍。91試合に出場、得点7。2003年末をもってジヤトコが活動を終了したため、2004年より佐川印刷SCに加入して社員選手としてプレー。2006年に現役を引退し、佐川印刷SCのコーチに就任した。
2014年、ラインメール青森FCの監督に就任。2018年よりヴァンラーレ八戸の監督に就任すると発表された。同年7月29日に行われたJFL 2ndステージ第4節・青森戦後の記者会見中に体調不良を訴えて緊急搬送、急性大動脈解離と診断され、緊急手術を受けた。
手術後は療養のためチームを離れていたが、9月7日のFC今治戦より復帰した。チームをJ3リーグ参入に導いたものの、Jリーグと日本代表で指揮する為に必要なS級ライセンス未所持の為（所持してるA級は、ヘッドコーチには就けるが監督はJFLまで）去就が注目されていたが、同年11月26日、八戸の監督を退任して、八戸の強化部長兼アカデミーアドバイザーに就任すると発表された。
2020年12月21日、S級ライセンスの取得ができたため3年ぶりに八戸の監督に就任した。2022年6月13日、退任が発表された。
2022年12月19日、コバルトーレ女川の監督に就任した。

## 所属クラブ
- 札幌市立三里塚小学校[1]
- 札幌市立羊丘中学校[1]
- 1991年 - 1993年 登別大谷高等学校
- 1994年 - 1996年 ベルマーレ平塚
- 1997年 - 1998年 アルビレックス新潟
- 1999年 - 2003年 ジヤトコ
- 2004年 - 2006年 佐川印刷SC

## 個人成績
| 国内大会個人成績 | 国内大会個人成績 | 国内大会個人成績 | 国内大会個人成績 | 国内大会個人成績 | 国内大会個人成績 | 国内大会個人成績 | 国内大会個人成績 | 国内大会個人成績 | 国内大会個人成績 | 国内大会個人成績 | 国内大会個人成績 |
| 年度             | クラブ           | 背番号           | リーグ           | リーグ戦         | リーグ戦         | リーグ杯         | リーグ杯         | オープン杯       | オープン杯       | 期間通算         | 期間通算         |
| 年度             | クラブ           | 背番号           | リーグ           | 出場             | 得点             | 出場             | 得点             | 出場             | 得点             | 出場             | 得点             |
| 日本             | 日本             | 日本             | 日本             | リーグ戦         | リーグ戦         | リーグ杯         | リーグ杯         | 天皇杯           | 天皇杯           | 期間通算         | 期間通算         |
| ---------------- | ---------------- | ---------------- | ---------------- | ---------------- | ---------------- | ---------------- | ---------------- | ---------------- | ---------------- | ---------------- | ---------------- |
| 1994             | 平塚             | -                | J                | 0                | 0                | 0                | 0                | 0                | 0                | 0                | 0                |
| 1995             | 平塚             | -                | J                | 0                | 0                | -                | -                | 0                | 0                | 0                | 0                |
| 1996             | 平塚             | -                | J                | 0                | 0                | 0                | 0                | 0                | 0                | 0                | 0                |
| 1997             | 新潟             | 4                | 北信越           |                  |                  |                  |                  |                  |                  |                  |                  |
| 1998             | 新潟             | 4                | 旧JFL            |                  |                  |                  |                  |                  |                  |                  |                  |
| 1999             | ジヤトコ         | 19               | JFL              | 13               | 0                | -                | -                |                  |                  |                  |                  |
| 2000             | ジヤトコ         | 19               | JFL              | 15               | 2                | -                | -                |                  |                  |                  |                  |
| 2001             | ジヤトコ         | 5                | JFL              | 19               | 2                | -                | -                |                  |                  |                  |                  |
| 2002             | ジヤトコ         | 5                | JFL              | 15               | 0                | -                | -                |                  |                  |                  |                  |
| 2003             | ジヤトコ         | 5                | JFL              | 29               | 3                | -                | -                | -                | -                | 29               | 3                |
| 2004             | 佐川印刷         | 4                | JFL              | 28               | 1                | -                | -                |                  |                  |                  |                  |
| 2005             | 佐川印刷         | 4                | JFL              | 22               | 0                | -                | -                |                  |                  |                  |                  |
| 2006             | 佐川印刷         | 4                | JFL              | 11               | 1                | -                | -                | -                | -                | 11               | 1                |
| 通算             | 日本             | 日本             | J                | 0                | 0                | 0                | 0                | 0                | 0                | 0                | 0                |
| 通算             | 日本             | 日本             | 旧JFL            |                  |                  |                  |                  |                  |                  |                  |                  |
| 通算             | 日本             | 日本             | JFL              | 152              | 9                |                  |                  |                  |                  |                  |                  |
| 通算             | 日本             | 日本             | 北信越           |                  |                  |                  |                  |                  |                  |                  |                  |
| 総通算           |                  |                  |                  |                  |                  |                  |                  |                  |                  |                  |                  |

## 指導歴
- 2007年 - 2012年 佐川印刷SC コーチ
- 2014年 - 2017年 ラインメール青森 監督
- 2018年 - 2022年6月 ヴァンラーレ八戸
  - 2018年 監督
  - 2019年 強化部長兼アカデミーアドバイザー
  - 2020年 ヘッドコーチ
  - 2021年 - 2022年6月 監督
- 2023年 -  コバルトーレ女川 監督

## タイトル

### 個人
- 第72回全国高等学校サッカー選手権大会優秀選手